# Санкт-Петербургский корпус агиографических текстов
Санкт-Петербургский корпус агиографических текстов (СКАТ) — это электронный корпус текстов по памятникам древнерусской агиографической литературы, созданный на кафедре математической лингвистики филологического факультета Санкт-Петербургского государственного университета. Работа над корпусом началась в 70-х гг. XX в., и на данный момент корпус содержит более 50 житий общим объемом свыше 500 тысяч словоупотреблений.

## История проекта
Разработка проекта была начата на базе исследований по автоматизации обработки древнерусских текстов, проводившихся с 1980 г. на кафедре математической лингвистики ЛГУ. В ней принимали участие сотрудники кафедры русского языка, а также ИРЛИ АН СССР и ГПБ им. М. Е. Салтыкова-Щедрина. Тогда было решено обратиться к памятникам агиографического жанра, так как эти памятники, с одной стороны, на тот момент являлись наименее изученными в языковом отношении (материал их практически не отражен в «Словаре русского языка ХI-ХVII вв.»), а с другой стороны, представляют особый интерес для изучения истории собственно литературного языка. В течение 1982—1983 гг. была составлена картотека канонизированных святых русской церкви с указанием реестра их житий, похвальных слов, сказаний, учтены разные издания этих текстов.
Помимо таких проблем, как нелинейная структура древнерусских текстов, необходимость учета в них лигатур — слитных написаний нескольких букв, частого отсутствия деления на слова и орфографических норм, стоял вопрос о переводе текстов в машиночитаемый формат. Было принято решение использовать 8-битную кодировку на базе ASCII и специальные правила транслитерации, чтобы компенсировать недостающие символы, которые появились в блоке Cyrillic Extended-B формата Unicode 6.1 только в 2012 году.
Параллельно формированию базы данных было начато изучение грамматики, словообразования конкретных текстов. В результате к концу 1996 г. вышло в свет три книги авторства Авериной С. А. и др.: «Язык русской агиографии XVI в.: Опыт автоматического анализа» (1990), «Лексика и словообразование в русской агиографической литературе XVI в.: Опыт автоматического анализа» (1993) и «Лексика и морфология в русской агиографической литературе XVI в.» (1996).
С 2000 по 2012 год под эгидой кафедры математической лингвистики СПбГУ, Вологодского государственного педагогического университета, ИРЛИ РАН, РНБ, БАН, и представителей Русской Православной Церкви было издано 23 жития в рамках серии «Памятники русской агиографической литературы». В каждой книге содержится текст жития и полный словоуказатель словоформ, а также вводные статьи по истории текста, краткая биография святого, сведения об обителях.
В 2005 году был создан сайт проекта. На нём можно найти все изданные жития в формате pdf и xml и проводить поиск по словоуказателю в них.

## Участники проекта[7][8]
Инициатор проекта:
- Александр Сергеевич Герд (1973—2016 гг.)

Сегодня над проектом работают:
- Рогозина Елена Андреевна — старший преподаватель кафедры математической лингвистики СПбГУ
- Сипунин Константин Владимирович — выпускник бакалавриата 2018 г., магистратуры 2020 г., аспирантуры 2023 г.
- Азарова Ирина Владимировна — кандидат филологических наук, доцент кафедры математической лингвистики СПбГУ по 2023 г.
- Алексеева Елена Леонидовна — кандидат филологических наук, доцент кафедры математической лингвистики СПбГУ по 2020 г.
- Захарова Людмила Андреевна — сотрудник кафедры математической лингвистики по 2014 г.

В разное время над проектом работали:
- Аверина Светлана Андреевна — кандидат филологических наук, доцент кафедры русского языка СПбГУ
  - филологическая обработка рукописей
- Алексеев Василий Анатольевич — выпускник бакалавриата 2009 г., магистратуры 2011 г.
  - дипломное сочинение: Реализация графического представления и грамматической разметки агиографического корпуса СКАТ в соответствии с рекомендациями TEI. СПб., 2009.
  - магистерская диссертация: Расширение и реализация формата описания грамматических и графических данных корпуса СКАТ. СПб., 2011.
- Горлов Никита Геннадьевич — выпускник бакалавриата 2014 г., магистратуры 2018 г.
  - магистерская диссертация: XML-формат синтаксической разметки в СКАТе. СПб., 2018.
- Гребеньков Александр Сергеевич — выпускник 2003 г.
  - создание и ведение сайта
- Демидов Дмитрий Григорьевич — доктор филологических наук, профессор кафедры русского языка СПбГУ
  - филологическая обработка рукописей
- Зубова Людмила Владимировна — доктор филологических наук, профессор кафедры русского языка СПбГУ
  - филологическая обработка рукописей
- Иванова (Тарасова) Елена Евгеньевна — выпускница 2001 г.
  - разработка программ для автоматического сведения орфографических вариантов словоформ
- Иванова Елена Сергеевна — выпускница 2006 г.
  - дипломное сочинение: Схема разметки текста для электронной публикации древнерусских рукописей. СПб., 2006.
- Касьяненко Софья Евгеньевна — выпускница бакалавриата 2010 г.
  - дипломное сочинение: Автоматическое составление историко-грамматической характеристики рукописи на основе грамматической разметки в корпусе СКАТ (на материале существительных). СПб., 2010.
- Лемешев Константин Николаевич — сотрудник ИЛИ РАН
  - подготовка текстов житий к изданию
- Михайлова Наталья Михайловна — выпускница бакалавриата 2010 г., магистратуры 2012 г.
  - дипломное сочинение: Представление функций причастий и прилагательных в составе предложения в корпусе СКАТ (На материале Жития Дионисия Глушицкого) СПб., 2010.
  - магистерская диссертация: Формат синтаксической разметки Санкт-Петербургского корпуса агиографических текстов. СПб., 2010.
- Попов Михаил Борисович — доктор филологических наук, профессор кафедры русского языка СПбГУ
  - филологическая обработка рукописей
- Рождественская Татьяна Всеволодовна — доктор филологических наук, профессор кафедры русского языка СПбГУ
  - филологическая обработка рукописей
- Уфлянд Елена Григорьевна — выпускница 2008 г.
  - дипломное сочинение: Автоматическое сведение орфографических вариантов словоформ в электронном корпусе текстов по памятникам агиографической литературы 16-17 веков «СКАТ». СПб., 2008.